# Farigliano
Farigliano (piemontesisch Farijan) ist eine Gemeinde in der italienischen Provinz Cuneo (CN) in der Region Piemont. 

## Lage und Einwohner
Farigliano liegt knapp 40 km nordöstlich von der Provinzhauptstadt Farigliano in der Weinregion Langhe. Das Gemeindegebiet umfasst eine Fläche von 16 km² und hat 1699 Einwohner (Stand 31. Dezember 2023). Zur Gemeinde zählen die Fraktionen (Frazioni) Calcinera, Mellea Soprana, Mellea Sottana, Moncucco, Naviante, Spinardi und Viaiano.
Die Nachbargemeinden sind Belvedere Langhe, Carrù, Clavesana, Dogliani, Lequio Tanaro und Piozzo.

## Geschichte

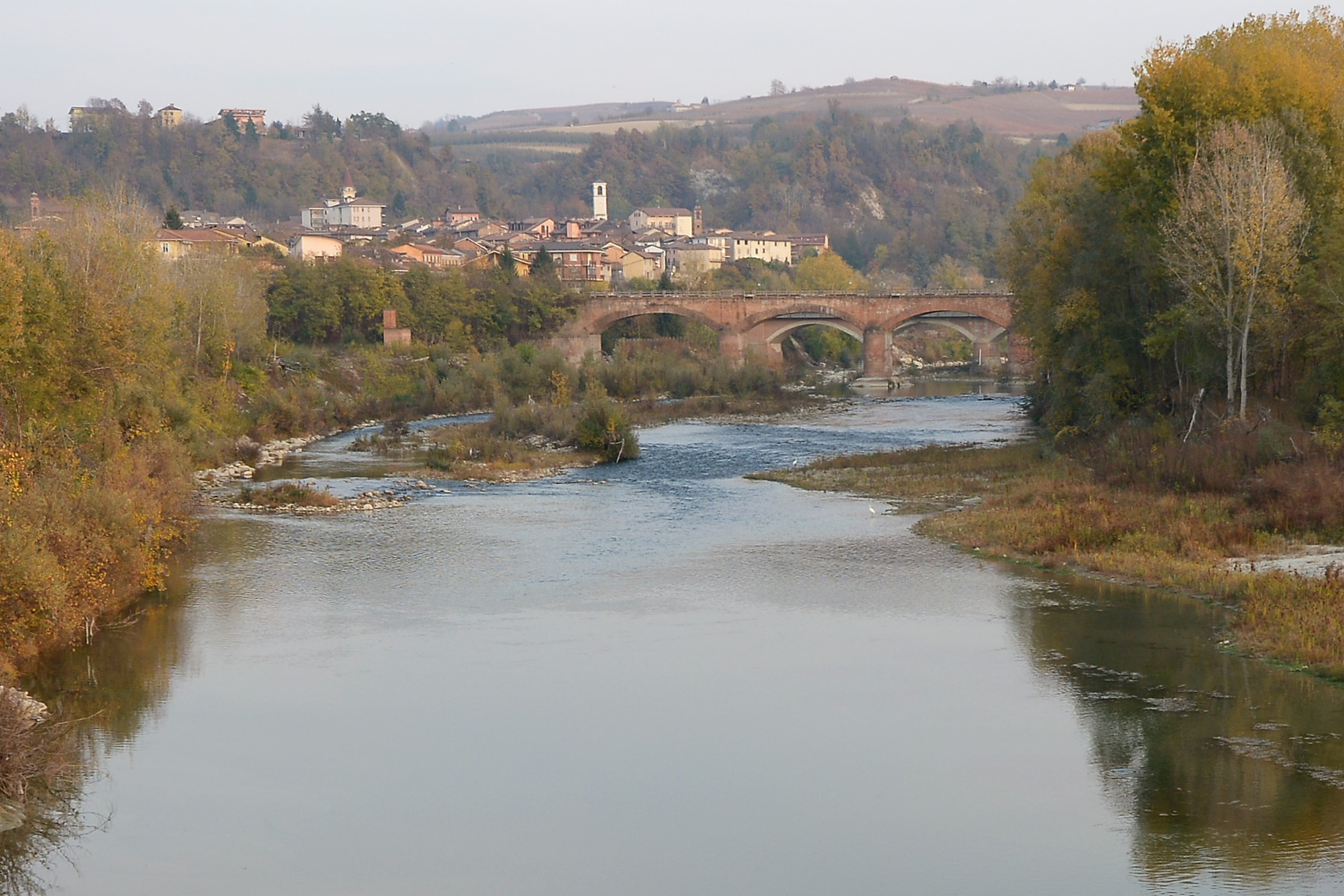
Farigliano mit dem tanaro

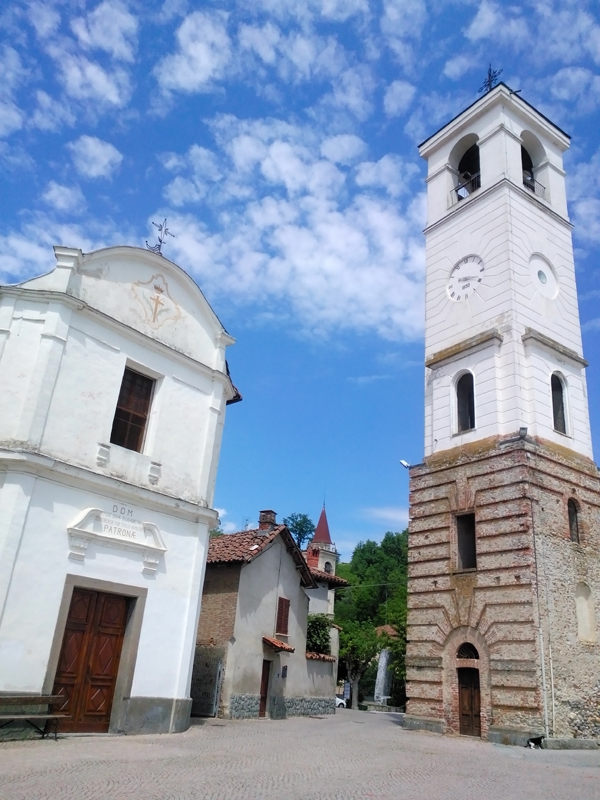
Im Zentrum

Die ersten Siedlungen existierten bereits in prähistorischer Zeit, wie zahlreiche vor Ort gefundene Funde belegen. Dabei handelte es sich wahrscheinlich um ligurische Staaten, die bis zum Tanaro reichten, während sich auf der anderen Seite des Flusses die Bagienni-Zivilisation entwickelte und so ein Grenzland bildete, in dem die beiden Kulturen in Kontakt kamen und verschmolzen. Im 11. Jahrhundert unterstand es der Gerichtsbarkeit der Markgrafen von Susa. Anschließend wurde es Teil der Markgrafschaft Clavesana und dann der Markgrafschaft Saluzzo, unter deren Kontrolle es lange Zeit blieb, bis die Visconti-Truppen wie die Saluzzos gegen die Streitkräfte des Markgrafen Gian Giacomo von Monferrato ins Feld marschierten verbündet mit der Viscontia von Asti. 
Im 15. Jahrhundert fiel es unter die Herrschaft der Savoyer und wurde mit dem Frieden von Cateau-Cambrésis endgültig in dessen Herzogtum eingegliedert. Im 18. Jahrhundert gehörte es zur Provinz Mondovì und wurde nach der administrativen Gründung der Provinz Cuneo endgültig Teil ihrer Umgebung.
Am 5. Juli 1944 plünderten die Nazi-Truppen die Stadt und steckten sie als Vergeltung in Brand. Zwei Zivilisten wurden getötet, Giovanni Mancardi und Giovanni Taricco, während rund 250 Häuser niedergebrannt und beschädigt wurden.
Im November 1994 wurde der untere Teil der Stadt durch das Überschwemmen des Flusses Tanaro schwer beschädigt. Der Fluss verursachte auch den Einsturz der „Maccagno-Brücke“, die Farigliano mit der Stadt Piozzo verband.
Seit 2021 ist Farigliano auch die „Stadt der Sonnenblumen“. Das ehrgeizige Projekt färbt die umliegenden Wiesen gelb, dank der gleichzeitigen Blüte einer Vielzahl der berühmten „Gute-Laune-Blumen“.

## Sehenswürdigkeiten
- Die Pfarrkirche, San Giovanni Battista geweiht, mit drei Schiffen und einer achteckigen Kuppel
- Die Bruderschaftskirche Santa Elisabetta aus dem 18. Jahrhundert
- Die Kapelle San Nicola da Bari
- Das Heiligtum der Madonna delle Grazie in der Gegend vom Weiler Mellea.

## Kulinarische Spezialität
In Farigliano werden Reben für den Dolcetto di Dogliani, einen Rotwein mit DOC Status angebaut. Die Beeren der Rebsorten Spätburgunder und/oder Chardonnay dürfen zum Schaumwein Alta Langa verarbeitet werden.

## Persönlichkeiten
- Pietro Ferrero (* 1898 † 1949), Konditor und Unternehmer. Er gründete 1946 in Alba die Firma Ferrero.
- Giovanni Ferrero  (* 1905 † 1957), Unternehmer, Bruder von Pietro Ferrero
- Giovanni Ferrero  (* 1964), Unternehmer, Enkel des Firmengründers Pietro Ferrero, seit 2011 alleiniger Vorstandsvorsitzender des Unternehmens

## Städtepartnerschaften
- Pianezze, Italien, seit 1998